# スタートアップスタジオ
スタートアップスタジオ （startup studio）は新しい事業を同時多発的かつ連続して創出することを目的とした新しい新規事業創出の方法である。このビジネスモデルでは、「パラレルアントレプレナーシップ(並行起業家)」とも呼ばれる。 

## 概要

### ビジネスモデル
スタートアップスタジオのビジネスモデルは、3つの重要な基準によって定義される。  
- スタートアップ創出にフォーカス

インキュベーター やベンチャーキャピタルとは異なり、スタートアップスタジオの主な目標は、ゼロからスタートアップを構築することである。これは、一定期間プロジェクトで作業するための時間・献身・リソースの重要な関与を意味する。 
- 同時多発的に独自のプロセスにしたがってスタートアップを創出

特徴の1つとして、新規事業の迅速な開発とプロトタイピングがあげられる。一度に1つのプロジェクトを構築するのではなく、複数のスタートアップとプロジェクトを同時に取り組むことが多い。 
- 効率的にスタートアップ創出をさせるリソースを保有

スタジオは技術的・管理・学術的リソースで構成されるインフラストラクチャを保有している。同じチームで年に複数のプロジェクトを構築することにより、インフラストラクチャ・ソフトウェア・製品全体のベストプラクティスを再利用できる。 

### アーリーステージベンチャーの機能
起業初期と同等の環境にあるスタートアップスタジオ
スタートアップスタジオは、彼らがスタートアップに提供し人間と財政支援の量に基づいて起業環境内の特定の場所を占有している。
- インキュベーターとアクセラレーターは、選択したスタートアップにアドバイスと操作ガイダンスを提供することに重点を置いています。彼らは主に「人的資本」を提供している。
- スタートアップスタジオは、高水準の「人的資本」と「財務的資本」を提供します。彼らは彼らのスタートアップの開発にチームを捧げ、彼らのスタートアップの初期段階で限られた資金を投入する。
- エンジェル投資家と初期段階のVCは、「ファイナンシャルキャピタル」に重点を置き、ポートフォリオのスタートアップの開発を支援するための資金を提供する。

スタートアップスタジオは、スタートアップインキュベーターやスタートアップアクセラレーターや ベンチャーキャピタルと間違われるが、起業やスタートアップ育成の仕組みとしては別のものである。

## 歴史
1996年にビル・グロスによって設立されたIdealabは、「 インキュベーター産業 」を導入した最初の企業の1つであり、75社以上の企業を設立した。 Idealabは、多くのアイデアを一度にテストし、それらを最高の企業に変えながら、それらを市場に投入するために必要な人的資本と金融資本を引き付けるために設立された。  
2008年頃に勢いを増し始め、現在世界中に65を超えるスタジオが存在し、そのうち17が2013年以降に建設された。 

## 種別
スタートアップスタジオの事業モデルには主に以下の形態がある。 

### 「ビルダー型」
ビルダー型のスタートアップスタジオは、主に社内のアイデアから会社を作成および開発することに焦点を当てている。 このモデルの注目すべき例は、Atomic  、 eFounders 、 Pioneer Square Labs  およびRocket Internetである。 
ビジネスインキュベーターやアクセラレータとは異なり、ベンチャービルダーは通常、企業ポートフォリオに関する申請を受け入れない。代わりに、企業は「独自のリソースネットワーク内からビジネスアイデアを引き出し、社内チームに割り当てて開発します」。 
VentureBeatによると、 Nova Spivackは「ベンチャープロダクションスタジオモデルを開拓した初期の技術者の一部で、2011年にその生産要素のほとんどがまだ妊娠中だったときに彼はこのモデルについて書いた「スタートアップを構築するための新しいアプローチ」と呼んでいる。」 

### 「投資型」
投資型のスタートアップスタジオは初期段階の外部スタートアップを持ち込み、資金と専門知識の両方を提供することで成長を支援する。国内ではXtech Startup Studio、海外では Studios Betaworks and Science、Inc などがこのカテゴリに分類される。   
スペクトルの最後に、一部のVC企業は、投資するスタートアップに非常に運用上介入することにより、スタートアップスタジオモデルに近づいています。たとえば、 Andreessen HorowitzやGoogle Venturesなど 。ただし、この参加は通常、採用、資金調達、PR関係などの一部の領域に限定される。 

### 「インキュベーション型」
インキュベーション型のスタートアップスタジオは、資金と専門知識の提供と引き換えに公平性を得るアクセラレーターですが、スタートアップの構築にも関与している。